# Champasak-Palast

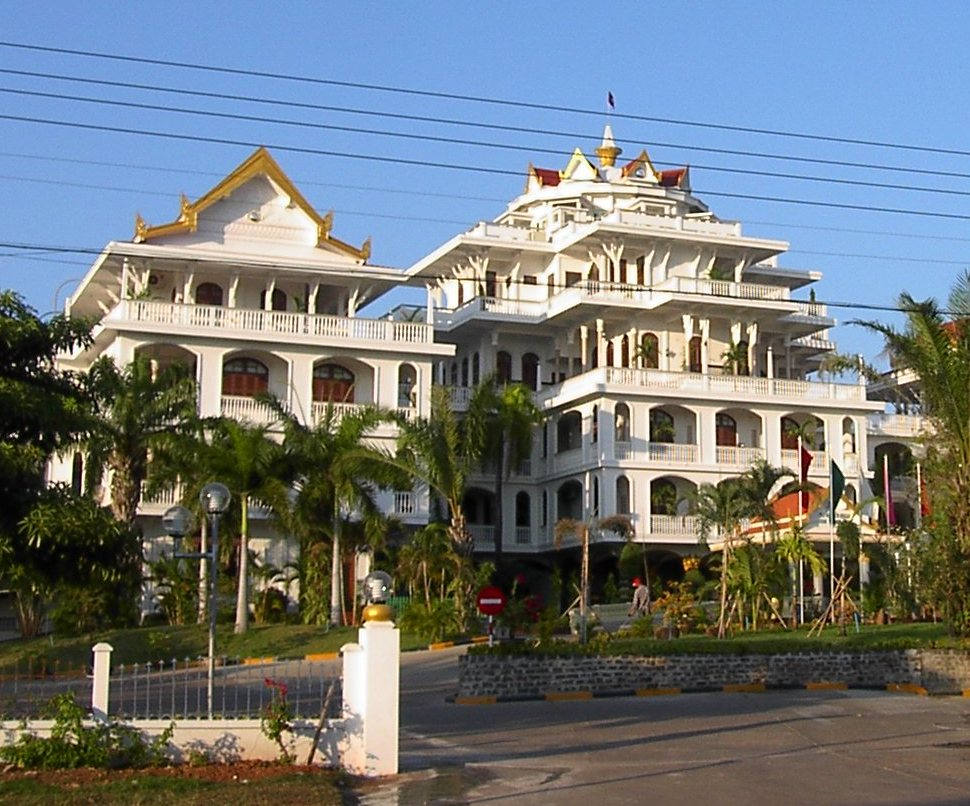
Champasak-Palast, Haupt- und Westflügel, Ansicht von Süden

Der Champasak-Palast ist ein Prachtbau in der südlaotischen Stadt Pakse, der heute als Hotel (Champasak Palace Hotel) genutzt wird.
Der architektonisch ungewöhnliche Palast liegt am Nordrand der Stadt am Ufer des Flusses Xedon nahe der Russischen Brücke und dem Wat Tham Fai (Wat Phabat) und stellt das größte Gebäude Pakses dar.
Das Bauwerk wurde ab 1968 im Auftrag von Boun Oum, letzter Fürst des aufgelösten Königreichs Champasak und laotischer Premierminister 1960 bis 1962, im französisch-südostasiatischen Kolonialstil gebaut. Prinz Boun Oum plante eine Residenz mit mehr als 1000 Räumen, musste jedoch vor Fertigstellung des Gebäudes aufgrund der Machtübernahme der kommunistischen Pathet Lao 1974/75 nach Frankreich fliehen, wo er einige Jahre später starb. Der Palast wurde Staatseigentum und von der herrschenden Laotischen Revolutionären Volkspartei größtenteils fertiggestellt, um gelegentlich für Staats- und Parteiveranstaltungen genutzt zu werden. 
In den 1990er-Jahren wurde das Gebäude an ein thailändisches Touristikunternehmen verkauft, das den Palast fertigstellte, gleichzeitig umfangreiche Umbau- und Renovierungsarbeiten, unter anderem den Einbau eines gläsernen Außenaufzuges, durchführte und schließlich das Champasak Palace Hotel eröffnete. 